# Leary v. United States
Leary v. United States ist eine Grundsatzentscheidung, die der Oberste Gerichtshof der Vereinigten Staaten am 19. Mai 1969 mit einer Mehrheit von fünf zu drei Richtern fällte.

## Umstände
Kläger in der Sache war Timothy Francis Leary, bekannter Psychologe und Autor, der 1969 mit Marihuana-Blüten in seinem Fahrzeug, von Mexiko nach Texas fuhr, wobei Grenzbeamte die Blüten entdeckten und eine Anzeige fertigten.
Leary wurde nach dem Gesetz U.S.C. 4744 (a) (2), einem Unterabschnitt des Marihuana Tax Act of 1937 („Marihuana-Steuergesetz von 1937“), sowie 21 USC 176a angeklagt. Bei seinem Prozess vor einem Amtsgericht gab er den Erwerb des in Rede stehenden Marihuanas in New York zu, ebenso wie die Fahrt mit dem Rauschmittel nach Texas, an die mexikanische Zollstation und zurück in die Vereinigten Staaten.
Das Marihuana-Steuergesetz war die Rechtsgrundlage für eine Steuer die alle zu zahlen hatten, die mit der Droge Handel treiben, und verlangte, dass die in Frage kommenden Personen sich registrierten und dabei ihren Namen sowie den Sitz ihres Unternehmens dem Internal Revenue Service bekannt machen.
Leary argumentierte, dass der Marihuana Tax Act sein ordentliches Verfahren unmöglich mache, da er ihn in die „echte und spürbare“ (eng: „real and appreciable“) Gefahr der Selbstbezichtigung bringe. Die Jury befand ihn jedoch in den o. g. zwei Anklagepunkten für schuldig, und er wurde zur Höchststrafe verurteilt, was das Berufungsgericht auch bestätigte. Leary appellierte daher an den US Supreme Court und das Verfahren wurde akzeptiert und eröffnet.

## Verhandlung vor dem Obersten Gerichtshof
Die Fragen, mit der sich der Oberste Gerichtshof dann auseinandersetzte, waren die folgende:
1) Stellte die Verurteilung Learys, wegen Nichteinhaltung der Steuerbestimmungen des Marihuana-Steuergesetzes, eine Verletzung seiner Rechte nach dem 5. Zusatzartikel zur Verfassung der Vereinigten Staaten dar?
2) Wurde Leary durch die Anwendung des Teils 21 USC 176a, der vorsah, dass alleine der Marihuanabesitz des Angeklagten einen ausreichenden Beweis für die illegale Einfuhr darstellte, es sei denn der Angeklagte erklärt den Besitz des Marihuanas anderweitig zur Zufriedenheit der Geschworenen, ein faires Verfahren versagt?

## Aussage
Der Marihuana Tax Act zwang den Kläger nach Auffassung des Gerichtes in der Tat, sich einem echten und spürbaren Risiko der Selbstbelastung auszusetzen, und die Abschnitte 4741–4742 nötigten ihn, nicht nur sich als Erwerber von Marihuana zu identifizieren, sondern als Erwerber, der sich nicht registriert hatte und nicht die entsprechende Steuer gezahlt hatte, was weiterhin, ein signifikanter Teil einer Kette von Beweise werden müsste, die geeignet ist, seine Schuld im Rahmen der zu diesem Zeitpunkt geltenden staatlichen Marihuanagesetze zu etablieren.
Der Kläger hätte also den Anforderungen des Marihuana Tax Act nur Folge leisten können, indem er zugab, zu einer Gruppe von Personen zu gehören – nicht registrierte Erwerber – die mit an Sicherheit grenzender Wahrscheinlichkeit gegen die staatlichen Marihuanagesetze verstoßen, was in sich irrational willkürlich, und daher verfassungswidrig sei.

## Folgen
Der entsprechende Teil des Gesetzes, der zur Selbstbezichtigung nötigt, wurde als eine Verletzung des 5. Zusatzartikels für verfassungswidrig und nichtig erklärt. Als Reaktion verabschiedete der Kongress den Controlled Substances Act von 1970.

## Einzelbelege
1. ↑   United States Supreme Court LEARY v. UNITED STATES, (1969) No. 65 Argued: Decided: May 19, 1969, 2016. Abgerufen am 2. Januar 2016